# Cecilia (film)
Cecilia är en norsk svartvit dramafilm från 1954 i regi av Solvejg Eriksen. Filmen är den första norska filmen att skildra lesbisk kärlek och i titelrollen ses Anne-May Nilsen.

## Handling
Cecilia orkar inte längre bo kvar i föräldrahemmet. Hon flyttar in hos den något äldre väninnan Tore.

## Rollista
- Anne-May Nilsen – Cecilia
- Grethe Lill – Tore
- Atle Merton – Kasper
- Harald Haugen – Cecilias far
- Sonny Berg – Cecilias mor
- Knut Flom – Ørn, Cecilias bror
- Øystein Års – Karl, Cecilias bror
- Per Finne – Gustaf, Cecilias bror
- Thorbjørn Myhre – psykiatrikern
- Solveig Henrik-Eriksen – syster Ruth

## Om filmen
Cecilia är Solvejg Eriksens första och enda långsfilmsregi. Den producerades av bolaget Artist-Film AS med Eriksen som produktionsledare och manusförfattare. Den fotades av Gunnar Syvertsen och klipptes av Fritz Nilsen-Vig. Filmen premiärvisades den 15 november 1954 i Norge. Den distribuerades av Kommunenes filmcentral.